# Gössenberg
Gössenberg est une ancienne commune autrichienne du district de Liezen en Styrie.